# Джимиев, Георгий Савельевич
Георгий Савельевич Джими́ев (осет. Джимиты Савелийы фырт Георги; 18 (31) декабря 1906, Владикавказ, Российская империя — 25 сентября 1944, Москва, РСФСР, СССР) — осетинский советский драматург, сценарист, режиссёр, актёр.

## Биография
Родился 18 (31) декабря 1906 года во Владикавказе. Был старшим из братьев и сестёр. В 14 лет потерял отца, и заботы о семье полностью легли на его плечи. Трудился возчиком по заготовке дров, был продавцом в магазине. В 1926 году поступил на актёрское отделение Московского техникума кинематографии. По его окончании был направлен на киностудию «Восток-фильм».
Работал в кино в Ашхабаде и Баку в качестве актёра, ассистента режиссёра и автора киносценариев, среди которых особенно выделяются «Две эпохи» — о социалистическом строительстве в Северной Осетии. Позднее был также и режиссёром фильмов. В 1934 году на основе сценария «Две эпохи» Джимиев написал пьесу «Дружба врагов», которая была поставлена в Русском театре в Орджоникидзе.
В 1932 году Азербайджанская киностудия пригласила Джимиева на должность заведующего сценарным отделом. А два года спустя он, вернувшись в Северную Осетию, занял должность заведующего отделом искусств облоно.
Открытие Северо-Осетинского драматического театра определило дальнейший творческий путь Джимиева. Вскоре там поставили его четырёхактную комедию «Свадьба» («Чындзӕхсӕв», 1936), посвящённую колхозной теме. Она стала первой осетинской советской комедией. Четыре года спустя осуществили постановку другой четырёхактной комедии Джимиева «Молодая невестка» («Ног чындз», 1940). В ней автор, целиком охваченный идеей построения новой жизни, показал победу новой морали над старыми отживающими обычаями.
В 1941 году, с началом Великой Отечественной войны, Джимиев ушёл на фронт, но в 1942-м был демобилизован из-за болезни. В том же году он написал несколько очерков, рассказы и две драмы на патриотическую тему — «Дни борьбы» и «Чёрный туман» («Сау мигъ»). В первой отображены мужество и героизм наших бойцов. Что же касается пьесы «Чёрный туман» (пост. 1944), то она признана одной из лучших в осетинской драматургии. В ней автор раскрыл высокие моральные качества советского патриота, создал монументальные образы советских воинов (Скорняков), партизан (Дзарахмат, Хадизат), простых колхозников, оказавшихся мужественными, самоотверженными людьми (Дзамболат и др.).
В сентябре 1944 года Джимиев поехал в Москву, где планировал осуществить свой давний замысел — создать сценарий для художественного фильма о Северной Осетии. Но судьба решила иначе, и 25 сентября 1944 года его жизнь трагически прервалась. Похоронен в Некрополе у Осетинской церкви.